# Fuente de la Virgen (París)
La fuente de la Virgen ,fuente de la Arquidiócesis o fuente de Notre-Dame  es una fuente situada en el 4 distrito de París, Francia. Está situada en la plaza Jean-XXIII, detrás del ábside de la catedral de Notre-Dame de París y  en el centro de un parterre de césped, aproximadamente en el sitio de la antigua calle de l'Abreuvoir.

## Historia
Fue diseñada por Alphonse Vigoureux en 1845, para equipar la Plaza Jean-XXIII (entonces Plaza de l'Archevêché), creada el año anterior.

## Descripción
Es una estructura triangular, muy esbelta, de unos diez metros de altura. La base de la fuente está formada por tres caras, cuyos ángulos están biselados, dándole el aspecto de un hexágono irregular. Cada uno de los ángulos está ocupado por la estatua de un arcángel, cada uno de los cuales descansa sobre un pequeño pedestal del que brota el agua de la fuente. La base está coronada por tres columnas que sostienen una aguja dentada. El centro de las columnas alberga una Virgen con el Niño, esculpida por Louis Merlieux, colocada sobre un pilar.
La base descansa en una pila de seis lados. Tres de estos lados, correspondientes a las caras de la base, son rectos; los otros tres, correspondientes a los ángulos, son semicirculares. La cuenca en sí descansa sobre una base hexagonal.

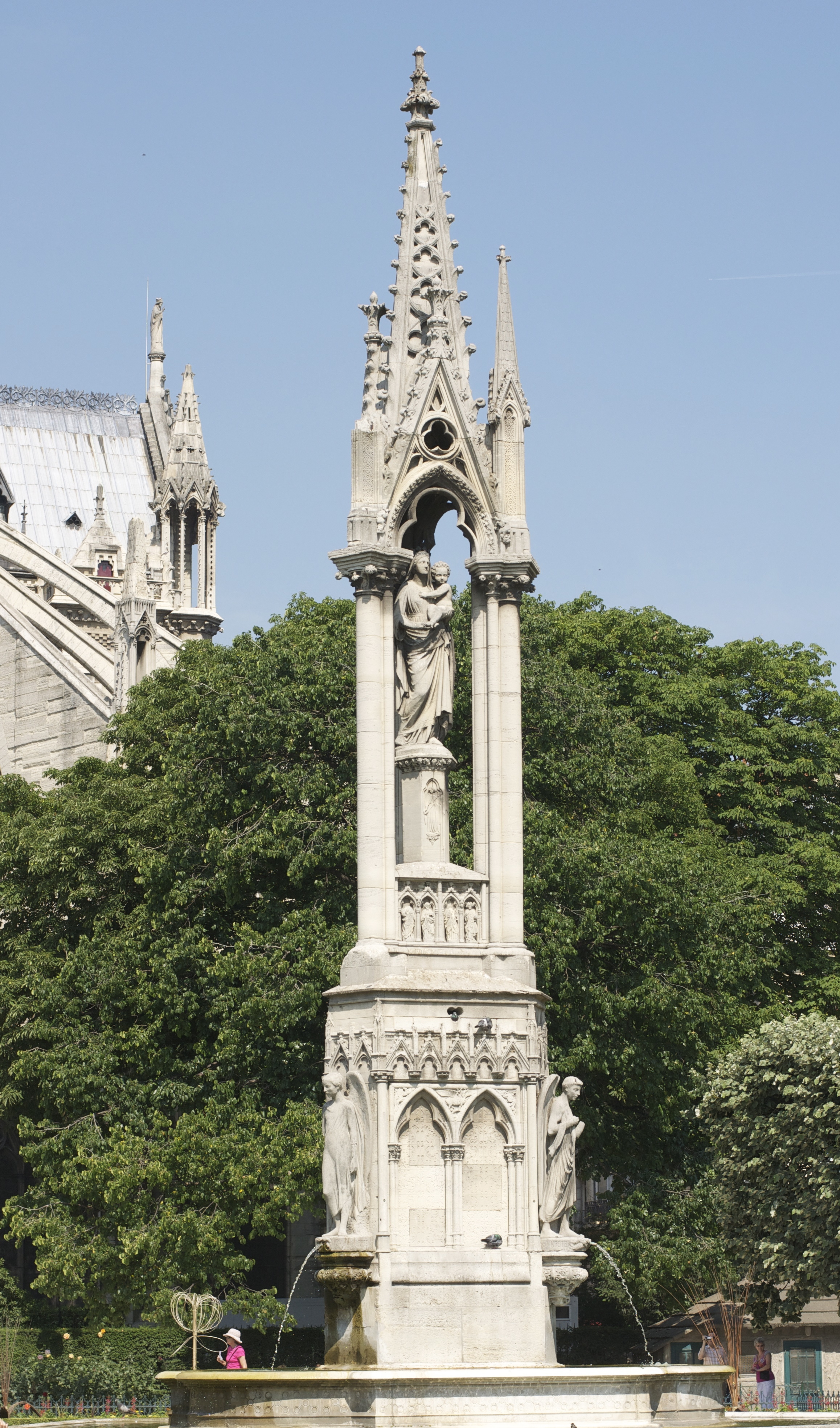
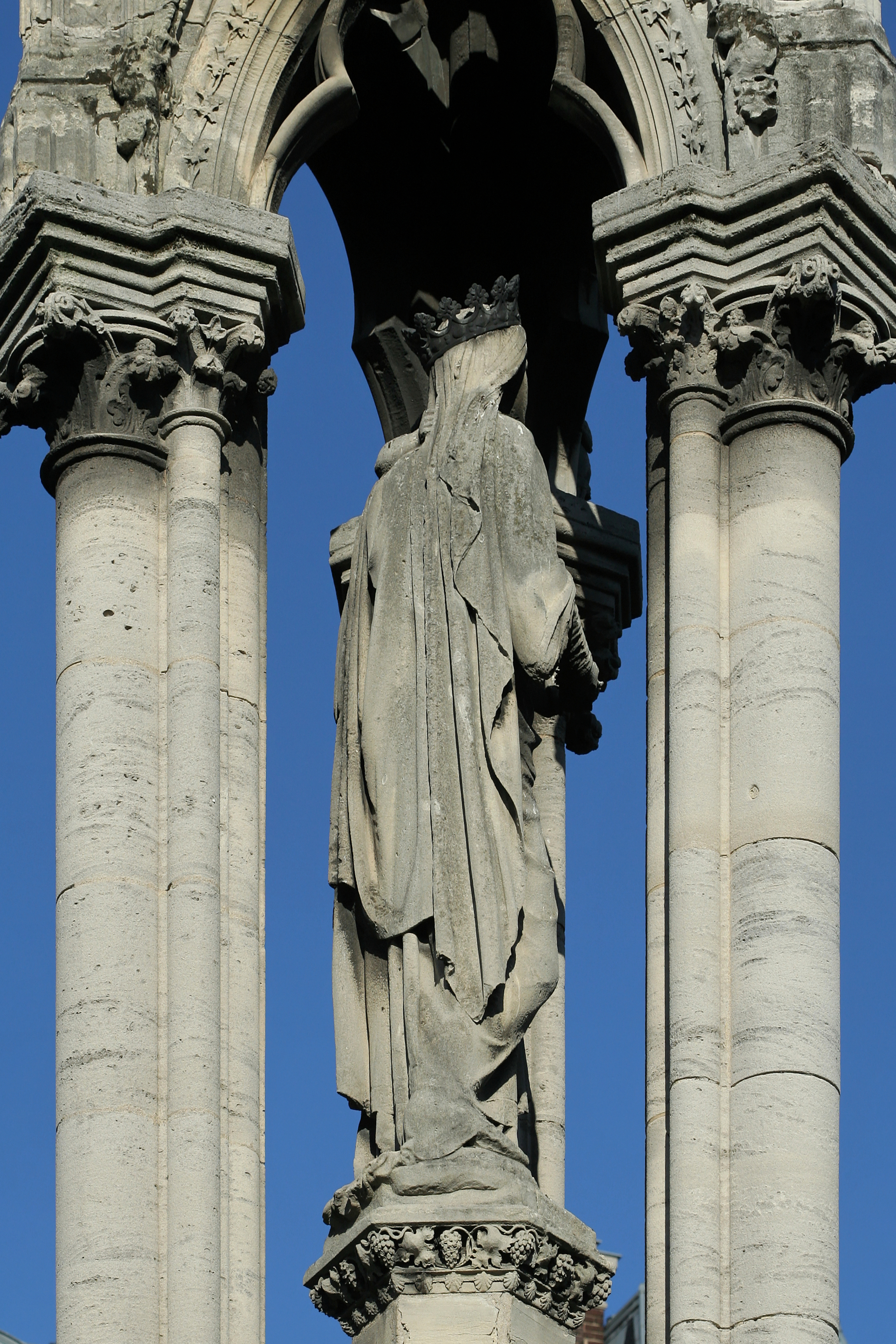
Detalle de la Virgen, de espaldas.
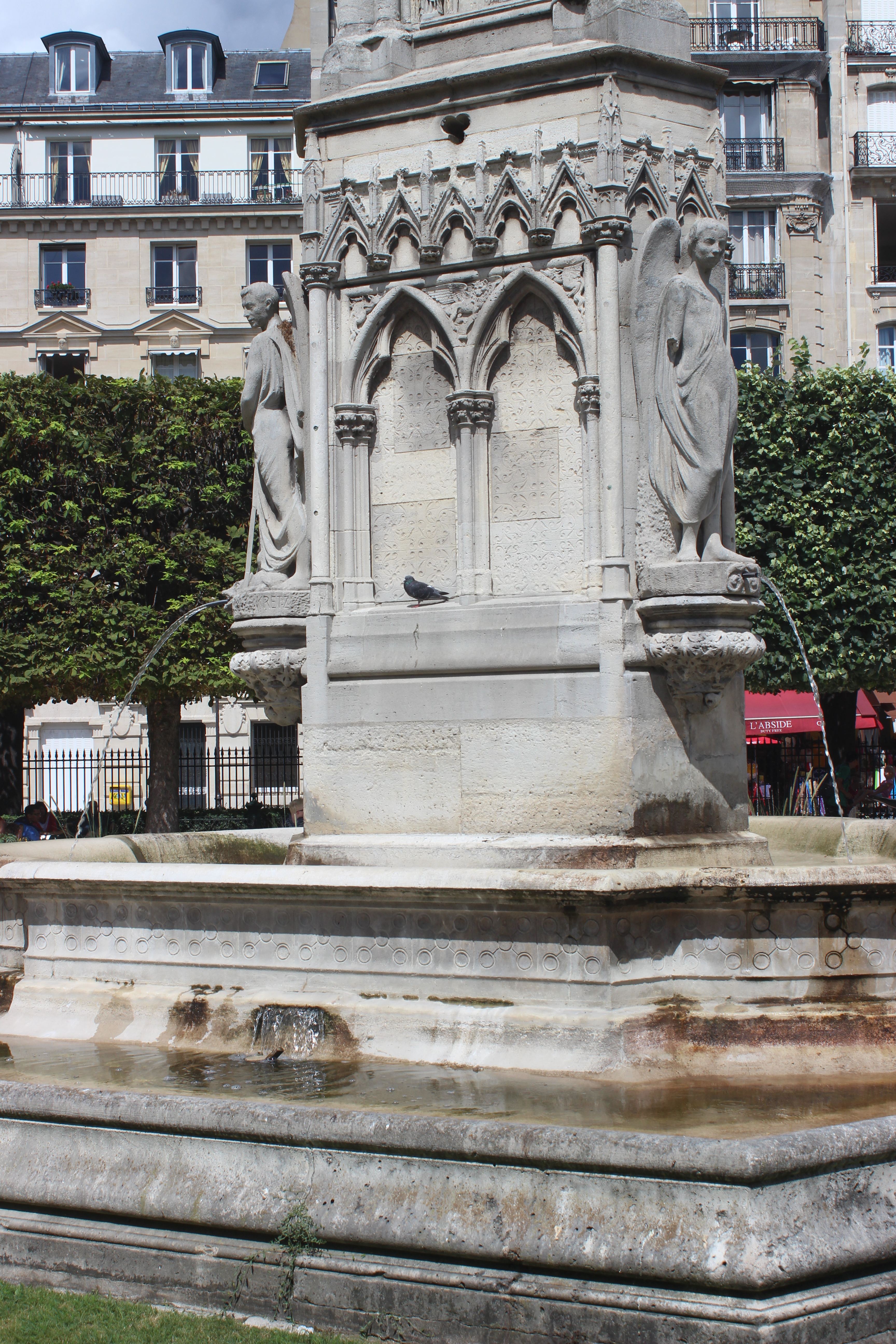